# Собор Івана Хрестителя (Монца)
Собор Івана Хрестителя (Монца) , також Катедральний собор Монци, Базиліка Св. Івана Хрестителя (Монца) (англ. Monza Cathedral, італ. Duomo di Monza) — собор в місті Монца, котрий має давню історію заснування, перебудов і побутування. Формально храм не є собором, а є церквою,  позаяк парафія у Монці ніколи не була самостійною і належала Мілану. Але храм відіграє роль головного у місті.

## Заснування
Монца починалась в добу раннього середньовіччя як купка невеликих міст неподалік від Мілану в королівстві остготів. На кінець 20 ст. вважається передмістям Мілана на відстані 15 км на схід. Місцина відрізнялась сприятливим кліматом.
Містечко обрала власною літньою резиденцією королева Теодолінда, принцеса баварська, вдова короля Аутарі та дружина короля Агілульфо. З 595 року тут створено храмик на часть Івана Хрестителя. Для королеви Теодолінди був вибудований також палац та палацова каплиця. 603 року в палацовій каплиці відбулися хрестини сина Теодолінди та короля Агілульфо. Папа римський всіляко підтримував королівську родину лангобардів, що сприяла переводу лангобардов з аріанства у католицтво під духовними головуванням папи римського. По смерті Теодолінди її поховали в старій базиліці. 1308 року гроб з тілом віднайшли і перепоховали в так званій Каплиці королеви.

## У добу готики
Будівництво сучасно існуючої споруди розпочали 1300 року. Замовником нового і більшого за розмірами храму була родина Вісконті.
За зразок взято храм в місті Піза. Проект створив архітектор Матео ді Кампіоне. Від того часу збережений головний фасад і частка мурів храму.

## Фасад споруди

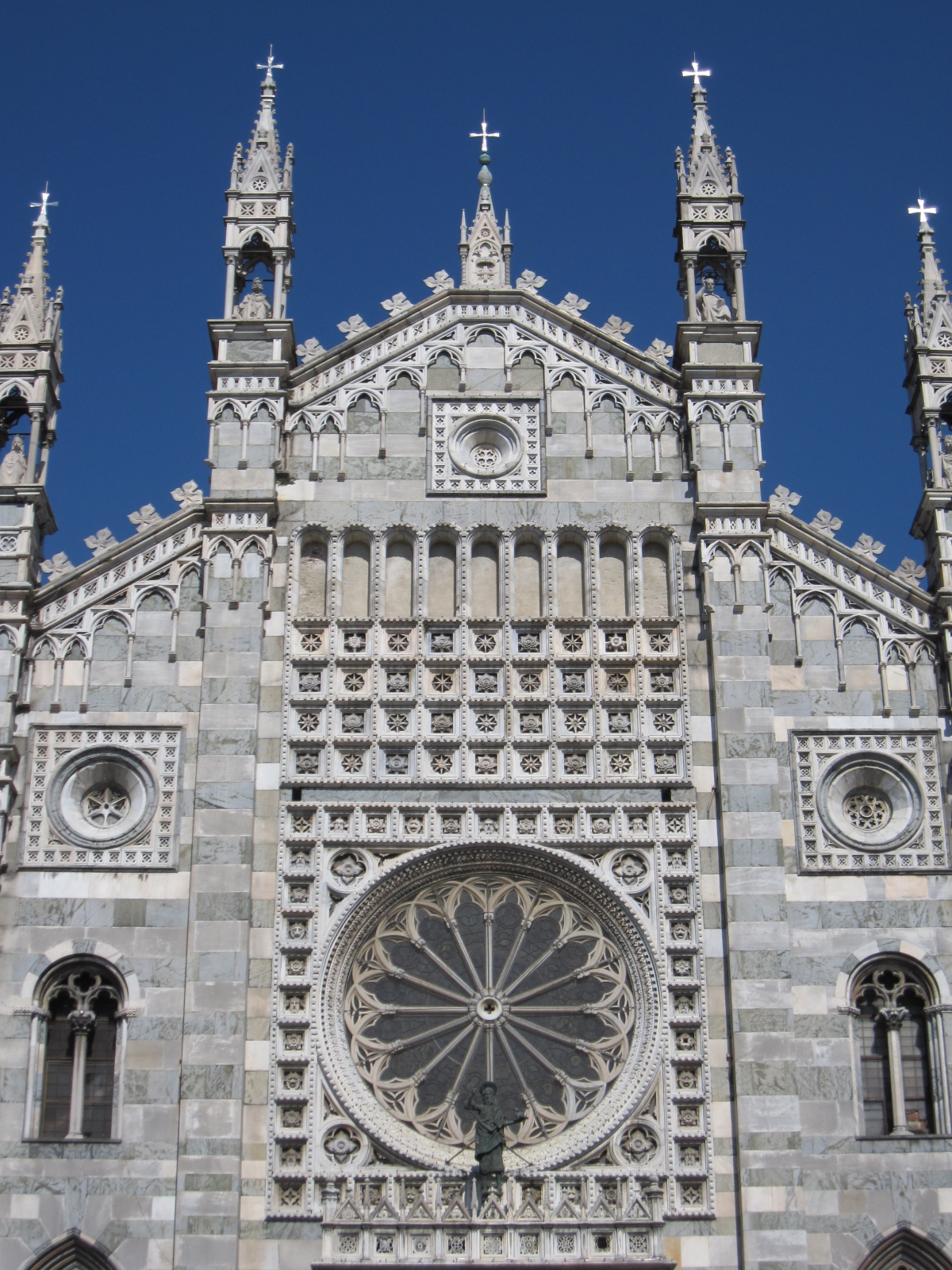
Монца, головний фасад базиліки Івана Хрестителя

Головний фасад базиліки належить до кращих зразків романо-готичної архітектури Італії, справляє враження цілісного і стилістично закінченого зразка місцевої архітектури нефранцузького варіанту. Фасад поділений на п'ять частин і викладений каменем смугами у два кольори — чергуються світлі і темні смуги. Найбільшу увагу приділено центральній частині фасаду базиліки, прикрашеній парадним порталом, вікном-трояндою з вітражем і кесонами. Кесони прийшли в місцеву архітектуру з руїн давньоримських споруд, але у римлян ними декорували тільки стелі і склепіння. Кесони на головному фасаді базиліки облямовують вікно-троянду та створюють окрему панель вище, переходячи у малу аркаду та віддалено нагадують орнаменти східного килима.

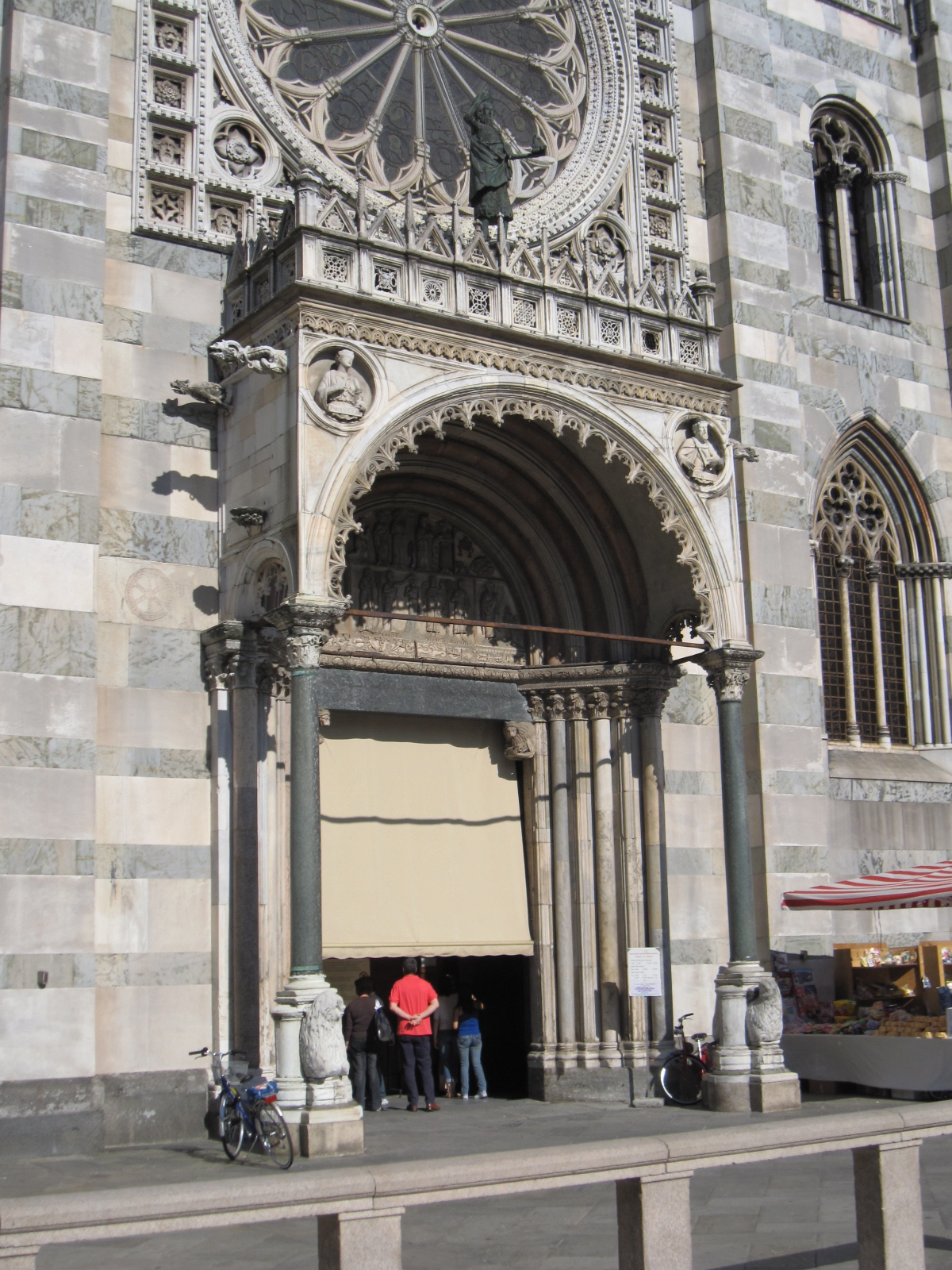
Головний портал базиліки Івана Хрестителя
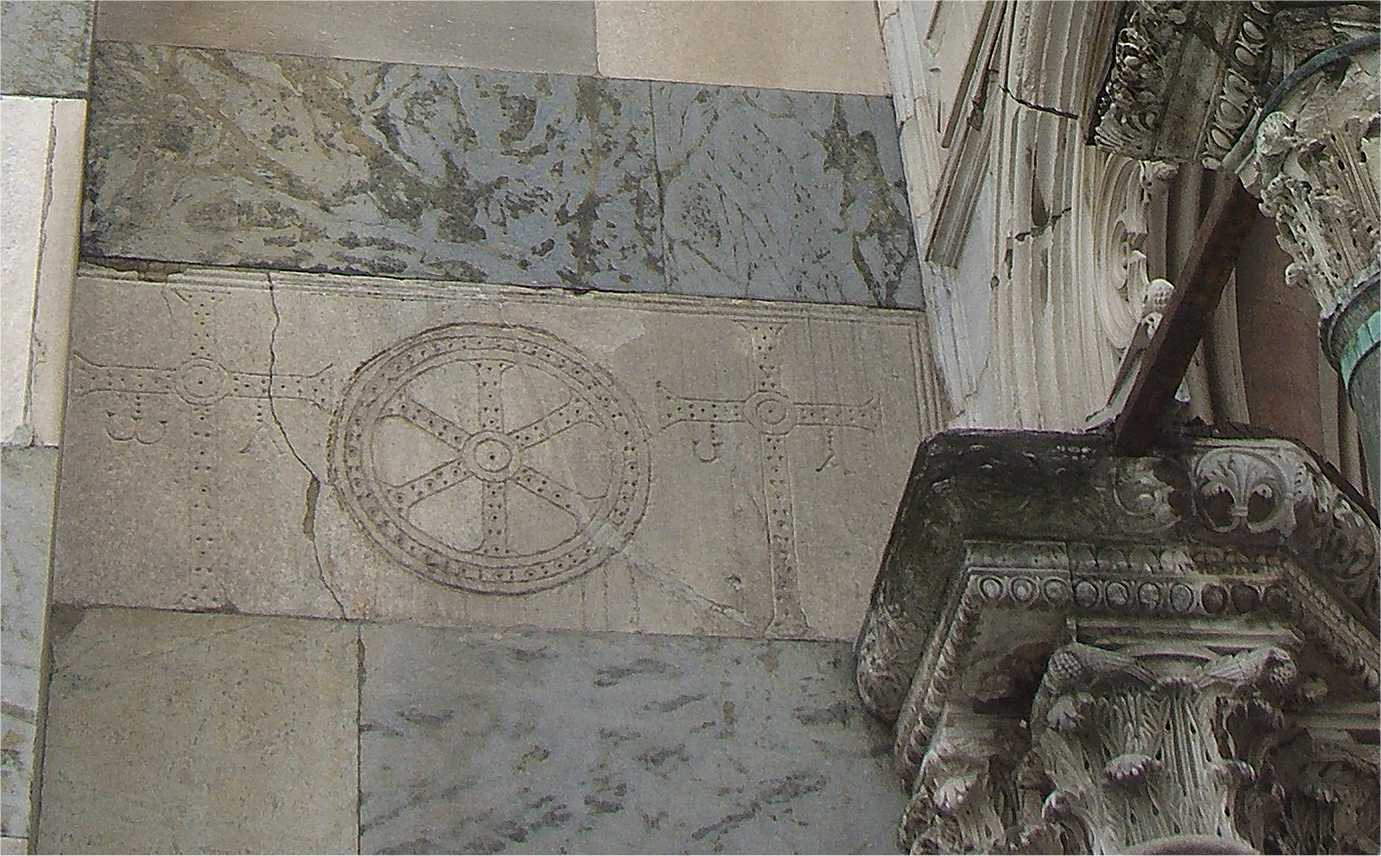
Фрагмент декору головного фасаду базиліки
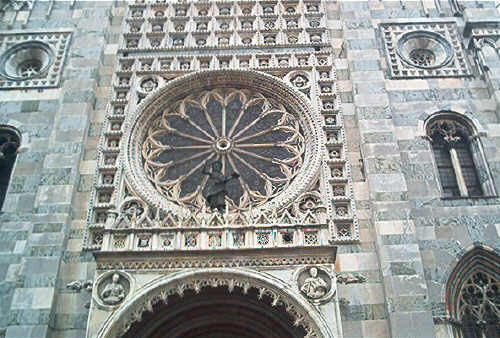
Вікно-троянда з кесонами
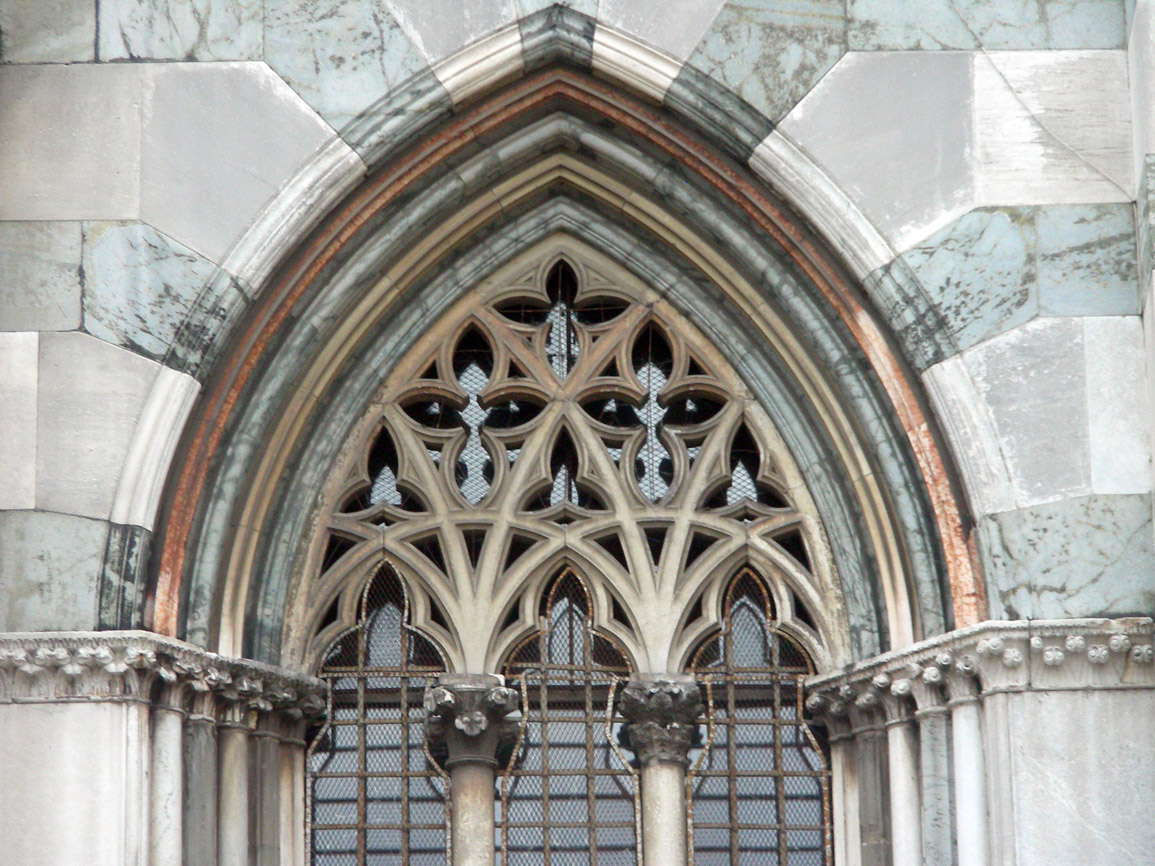
Готичне вікно на фасаді

## Дзвіниця
Зміни в богослужінні зробили необхідними дзвіниці. Нині існуюча дзвіниця вибудована за начерками архітектора і художника-декоратора Пеллегріно Тібальді. Будівництво тривало у період 1592-1606 років, але остаточно було закінчено у 1620 році, коли на вежу підняли всі дзвони.
Дзвіниця базиліки вибудована ліворуч від головного фасаду з червоної цегли і помітно відрізняється від готичної стилістики храму. Її висота близько сімдесяти дев'яти (79) метрів. Будівництво здійснив місцевий архітектор Ерколе Турати. Дзвони висвятив кардинал Федеріко Борромео 18 вересня 1628 року у присутності протоієрея Адама Мольтено та пастви і духовенства міста Монца. Замовником дзвіниці міг бути Карло Борромео, що запросив на роботу уславленого Пеллегріно Тібальді. Ерколе Турати мав також створити новий баптистерій (хрещальню) та збільшити хор базиліки, що було реалізовано у перші два десятиліття 17 ст.
Дзвіниця утримує вісім дзвонів. Останні створені у 1741 р. ливарником Бартоломео Боцціо.

## Від кватроченто до бароко
Храм базилікального типу з трьома навами, центральна нава ширша і вища за бічні. Центральну наву відокремлюють від бічних восьмикутні колони, частка котрих дійшла з доби готики. Храм має також низку каплиць, серед котрих і так звана Каплиця королеви, мури котрої прикрашені фресками зі сценами життя Теодолінди (художники брати Заваттарі, 15 століття, раннє кватроченто). На початку 21 ст. були проведені реставрації середньовічних фресок каплиці, на котрі витратили три мільйони.
Низка фресок базиліки створена в добу бароко і вони головують в інтер'єрі храму. Серед майстрів, що попрацювали над декоруванням базиліки — Альберо ді Єссе, Джузеппе Арчімбольдо, Джузеппе Меда, 1558 р.
У наві також картини зі сценами життя королеви Теодолінди 17 та 18 ст. роботи різних художників, серед котрих — Андреа Порта, Себастьяно Річчі, Філіппо Аббіаті. Частка облаштувань створена на зламі 18-19 ст.

## Орган у храмі
Орган в храмі роботи майстра зі Швейцарії Метцлера і був створений 2002 року. Він має два мануали та педаль для гри ногами.

## Галерея фото

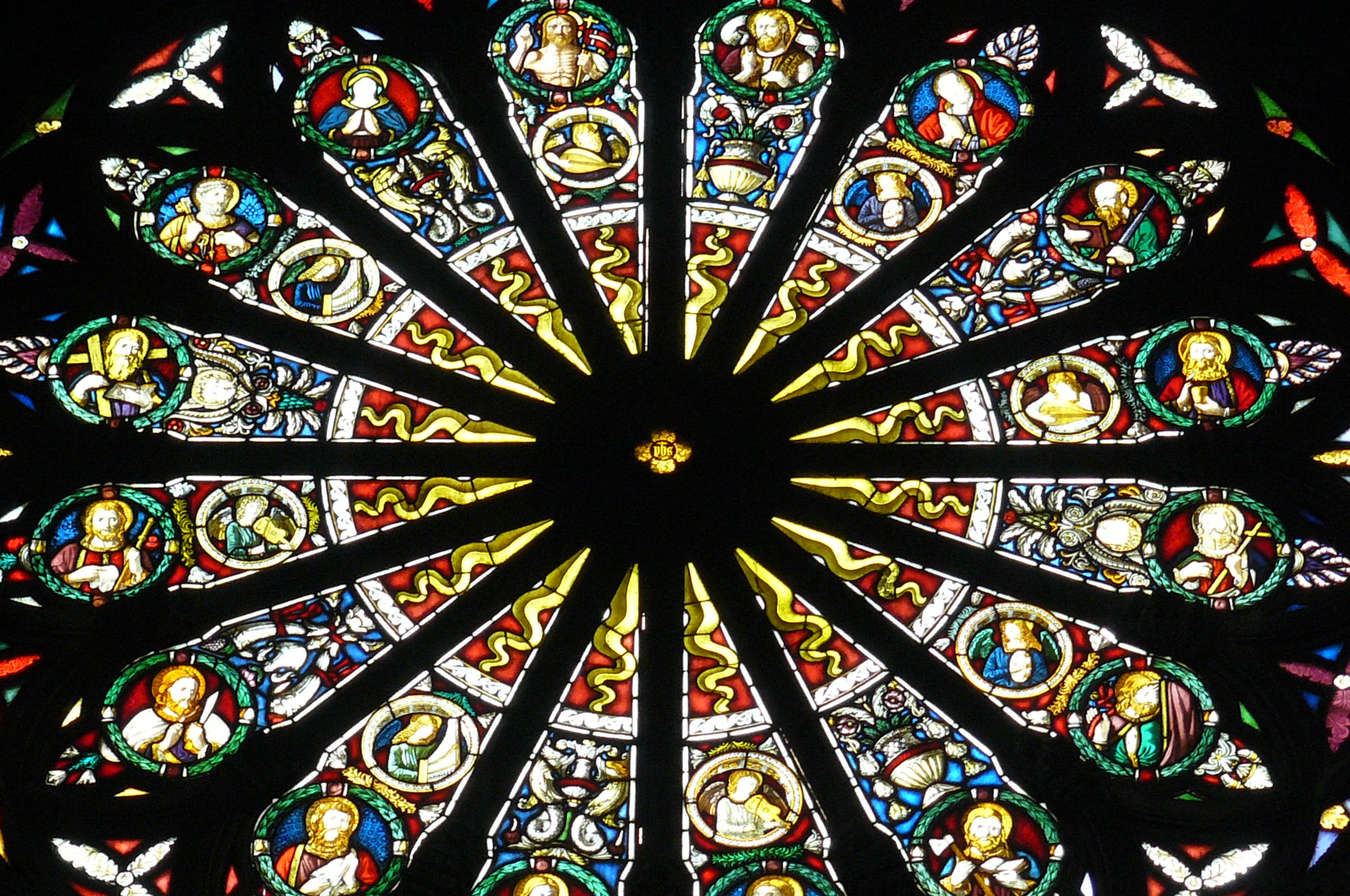
Виглад вітража з середини храму

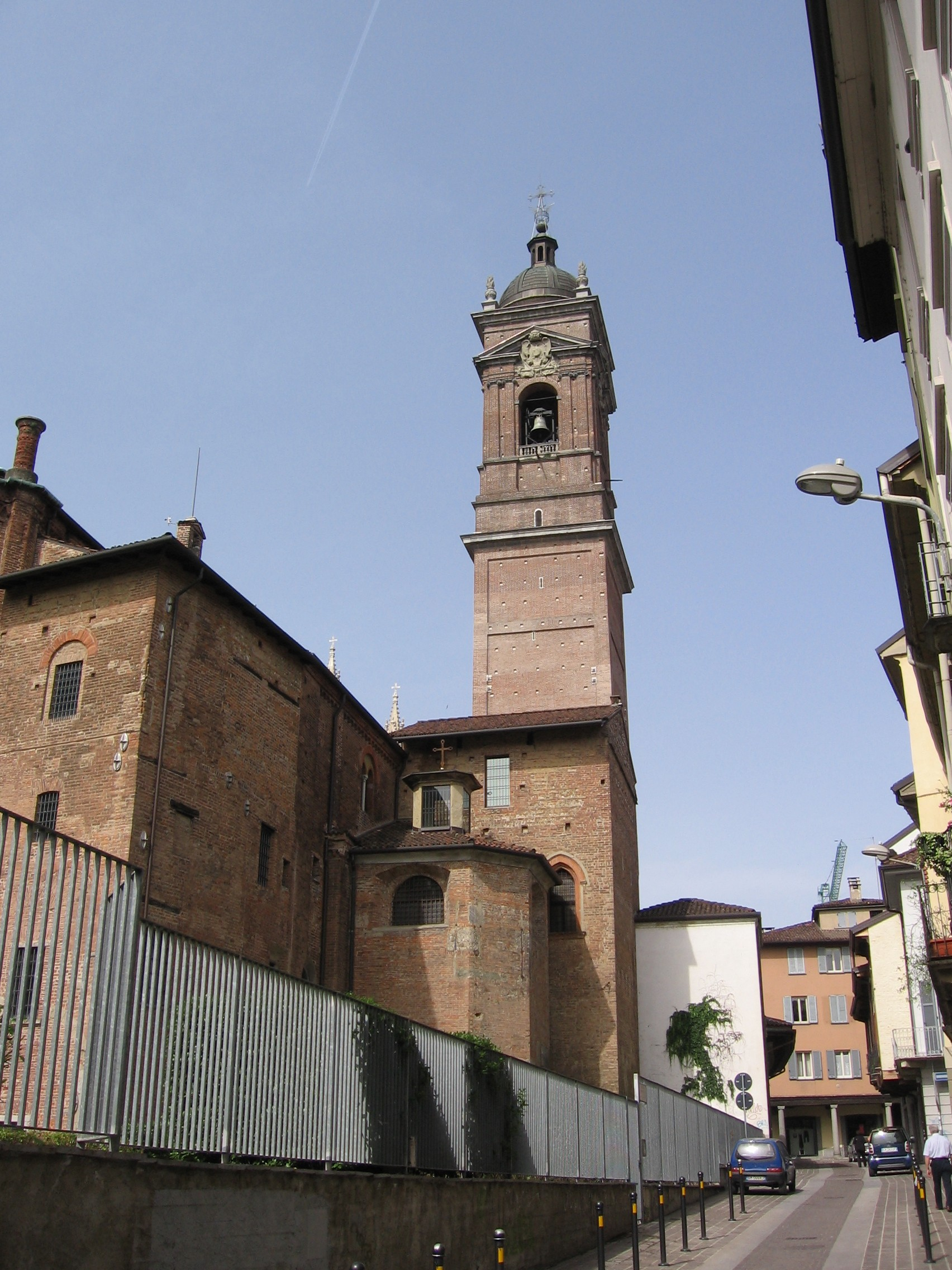
Дзвіниця базиліки Івана Хрестителя (Монца) в міському оточенні

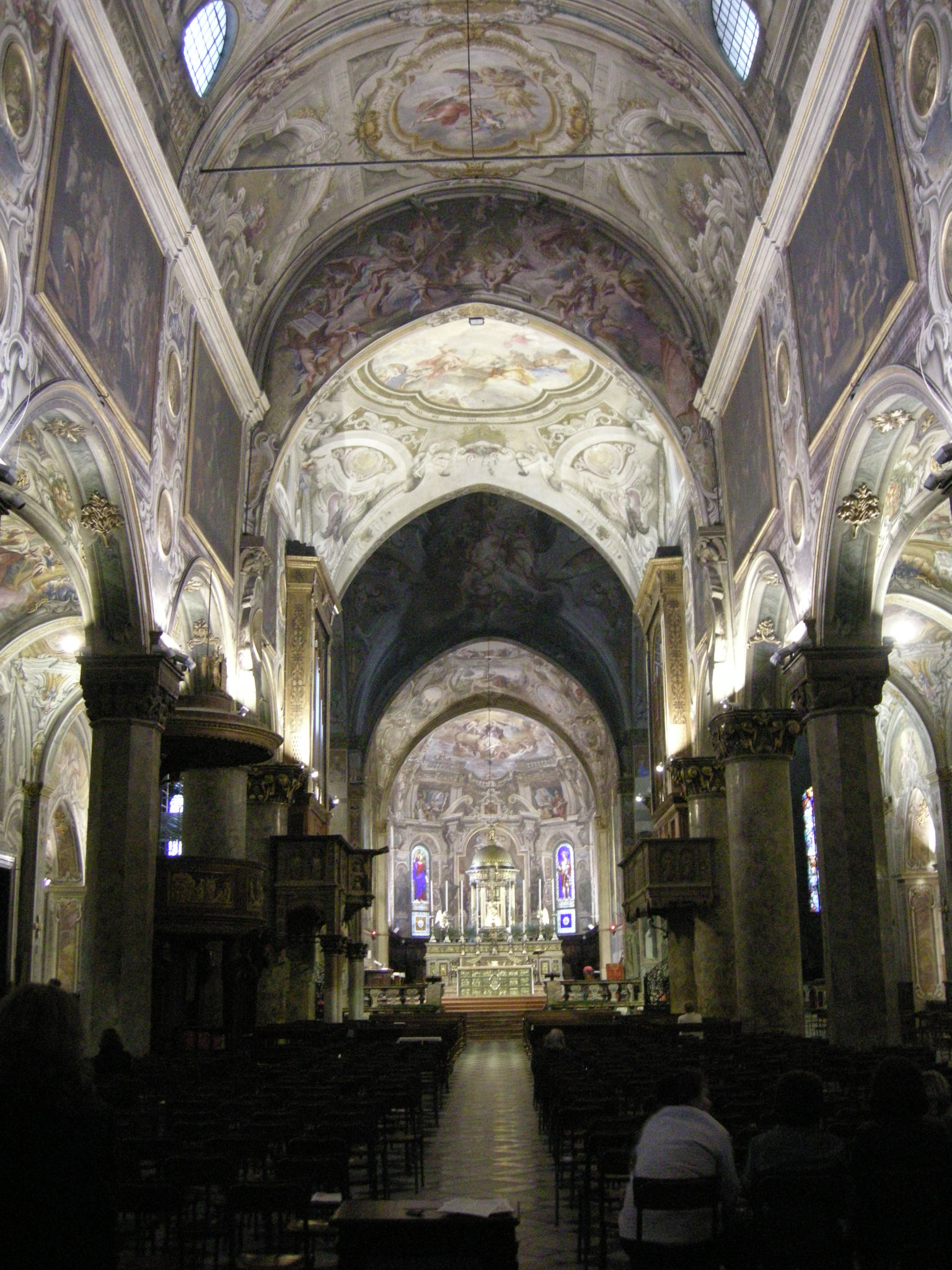
Центральна нава храму
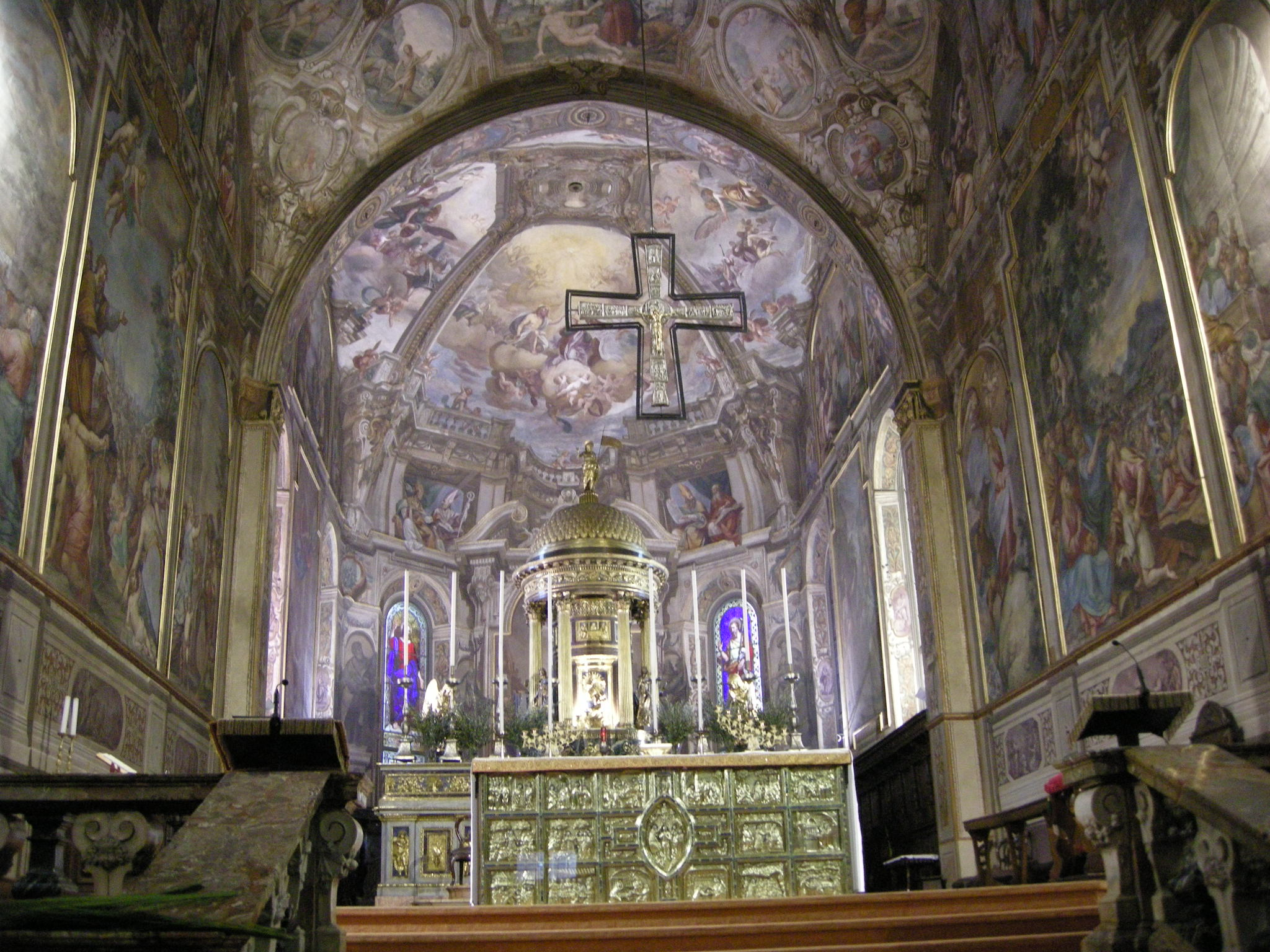
Головний вівтар базиліки
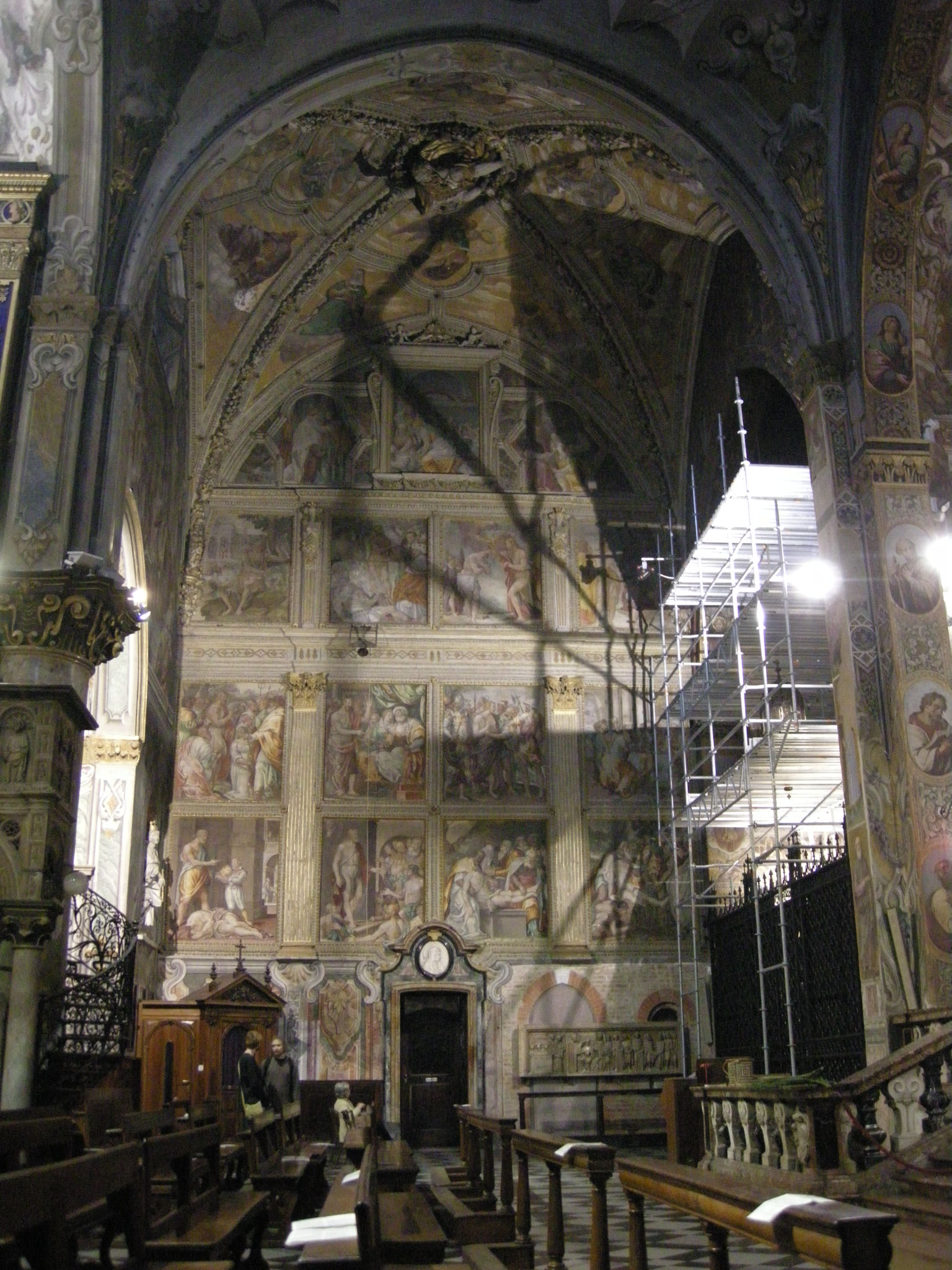
Фрески в середхресті
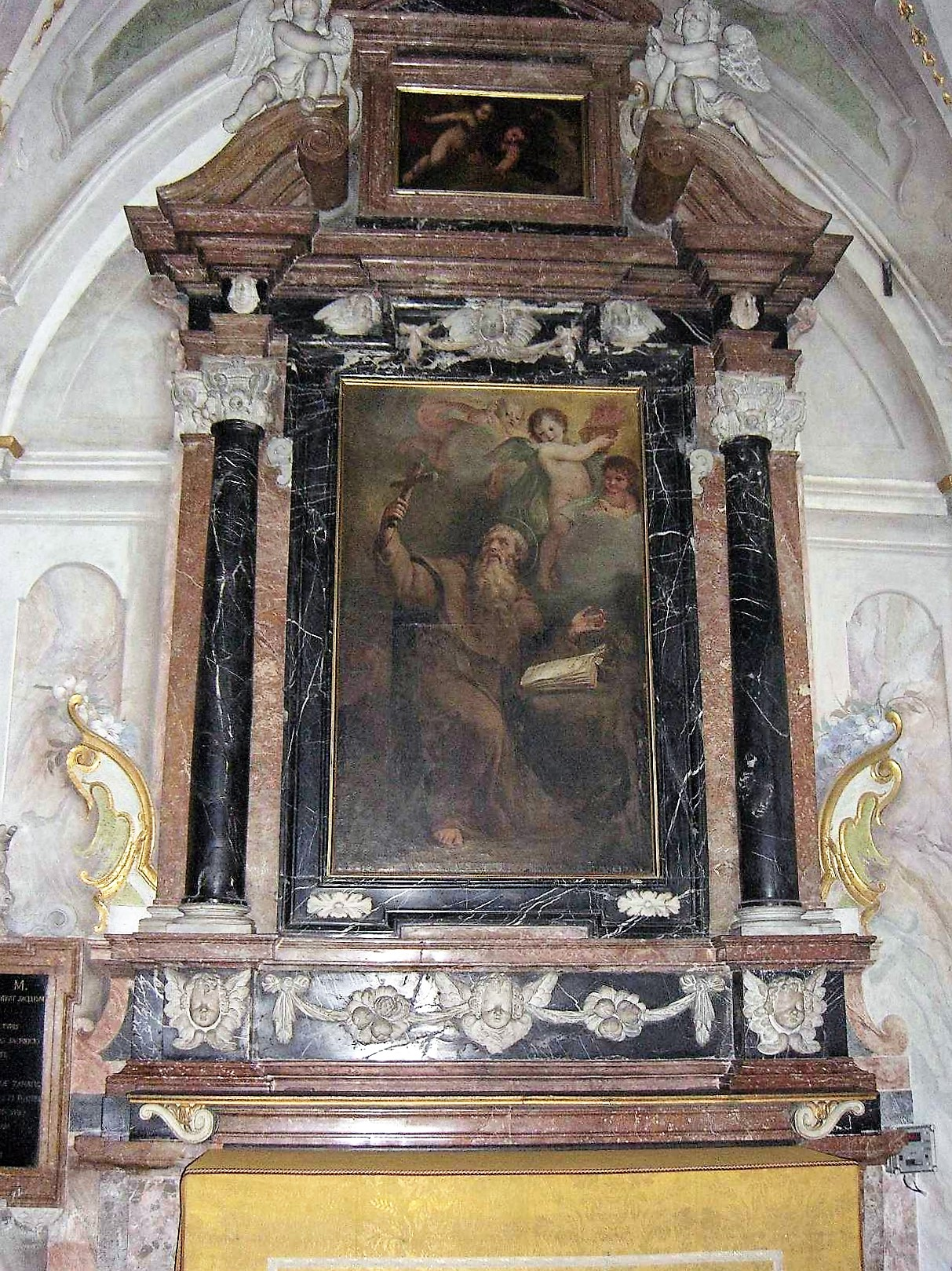
Бічний вівтар
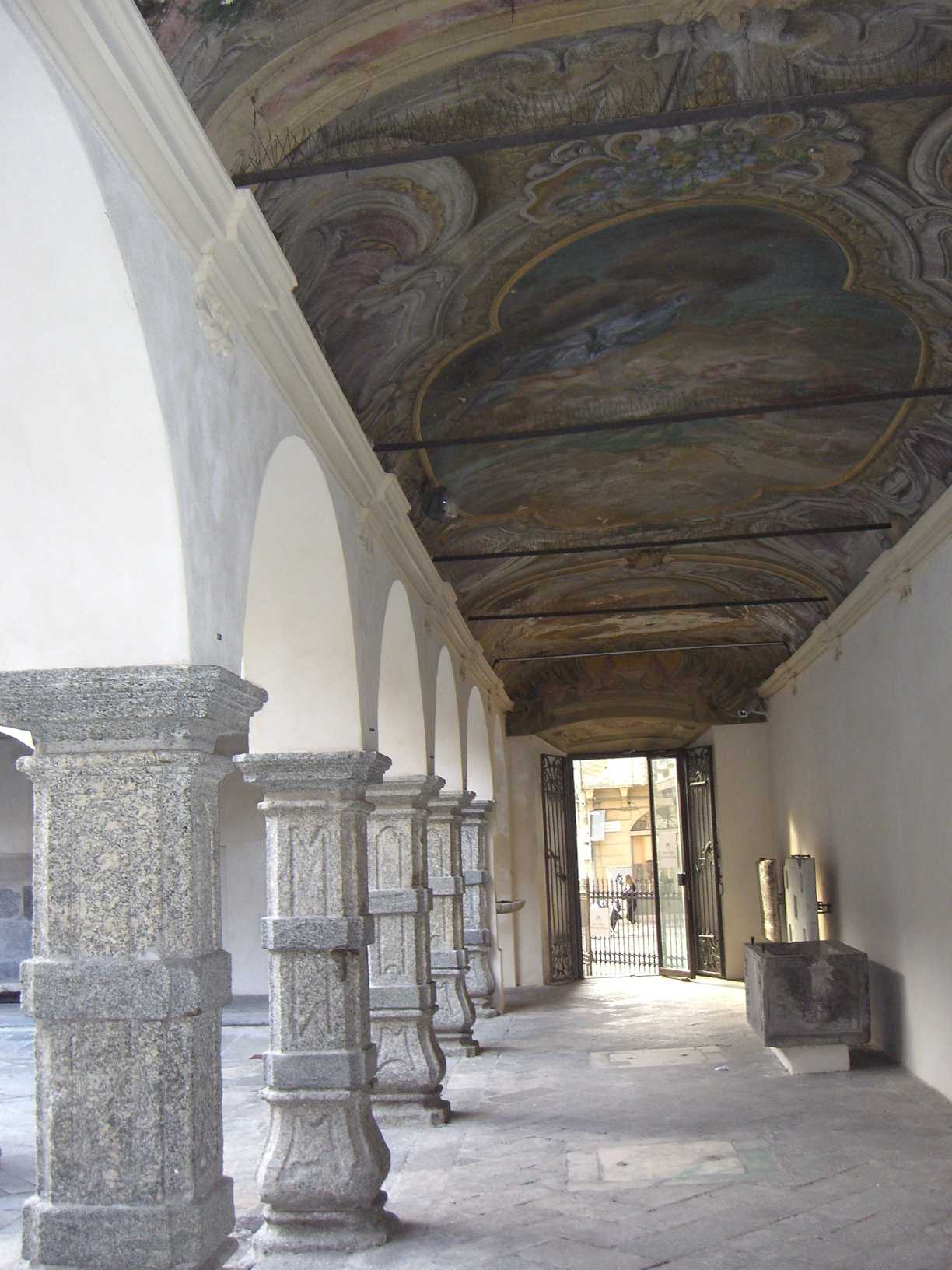
Внутрішній дворик базиліки
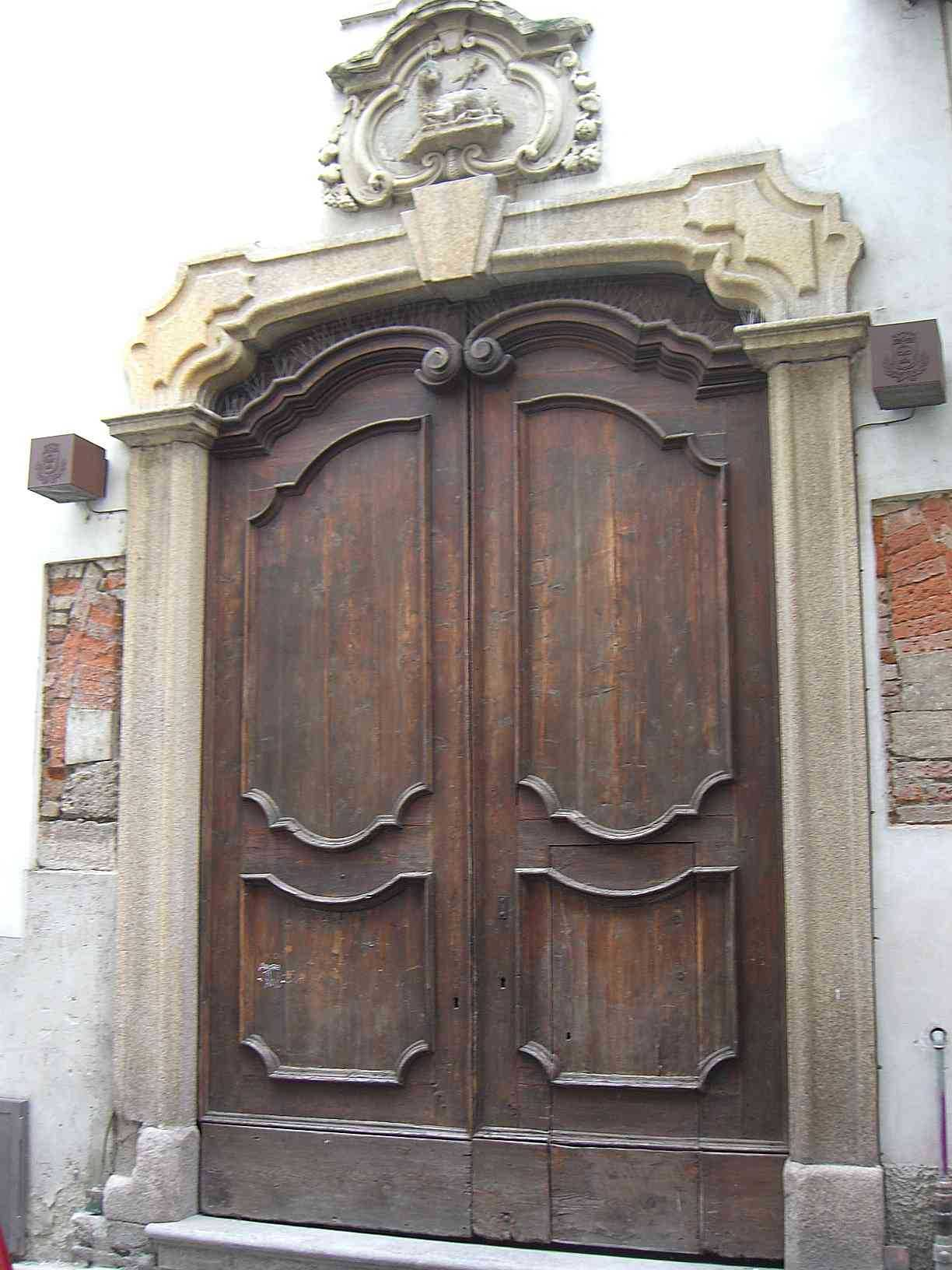
Вхідні двері до сакристії
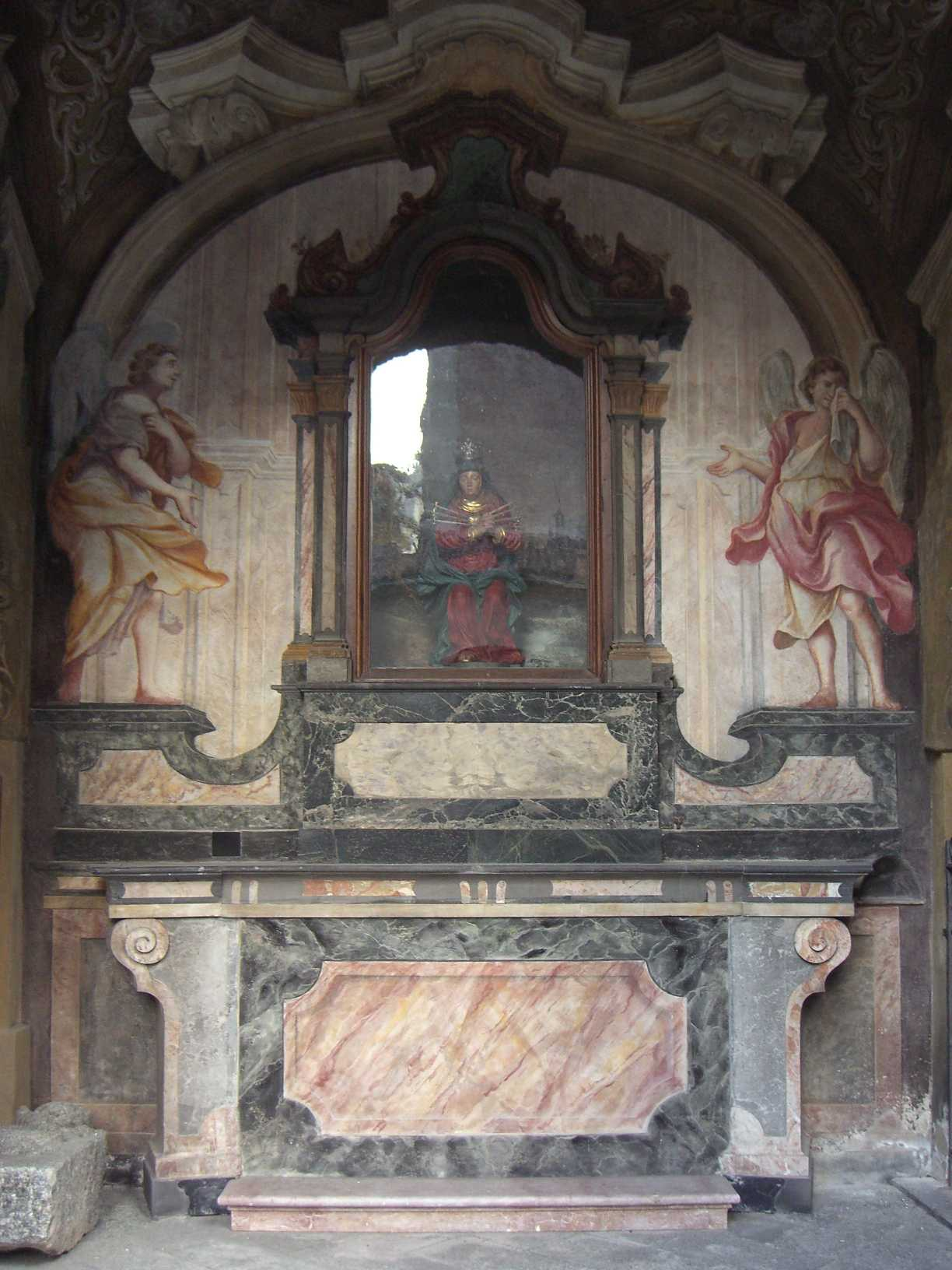
Фрески в дворику доби бароко
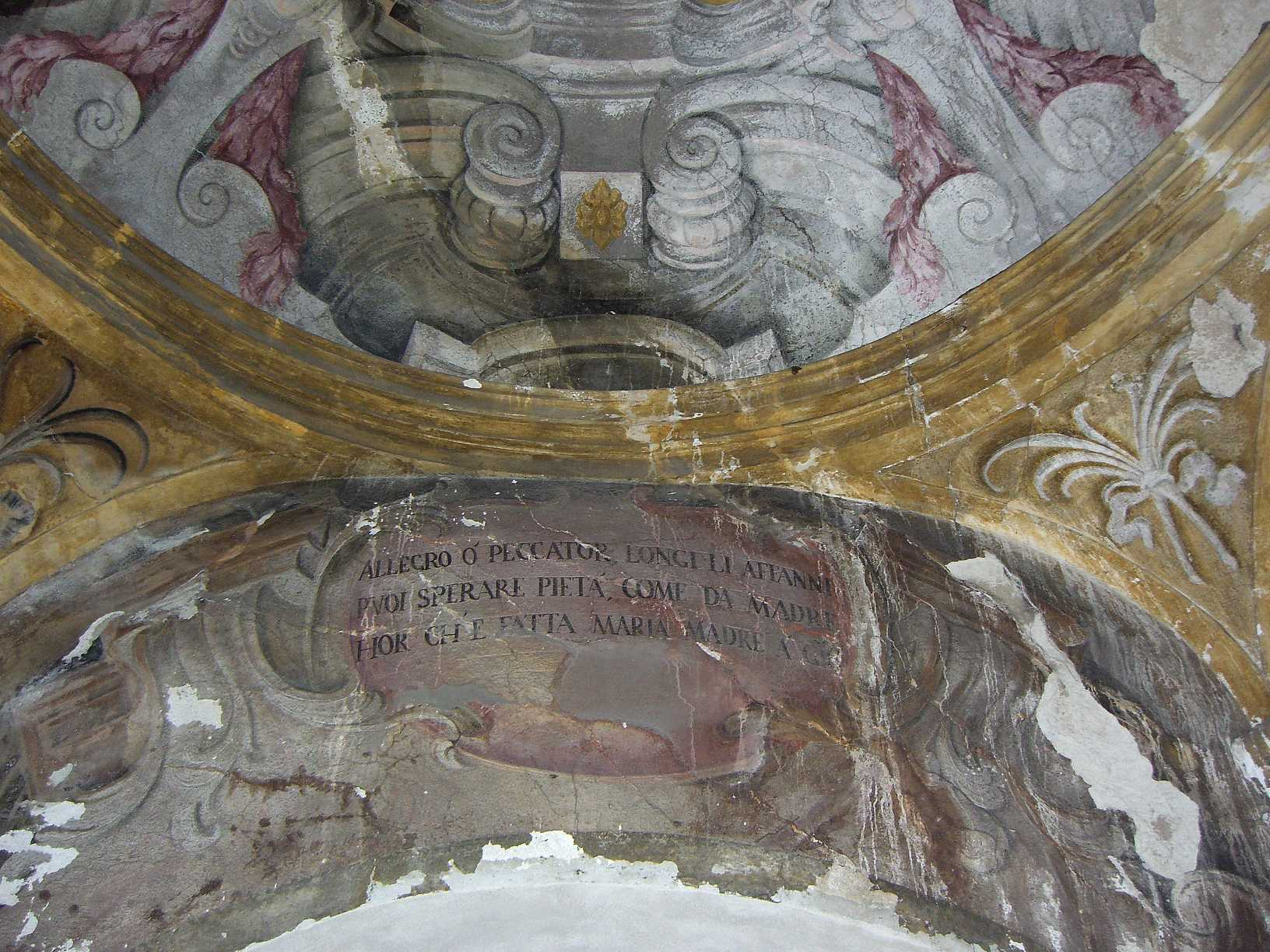
Декоративні фрески доби бароко на склепінні.
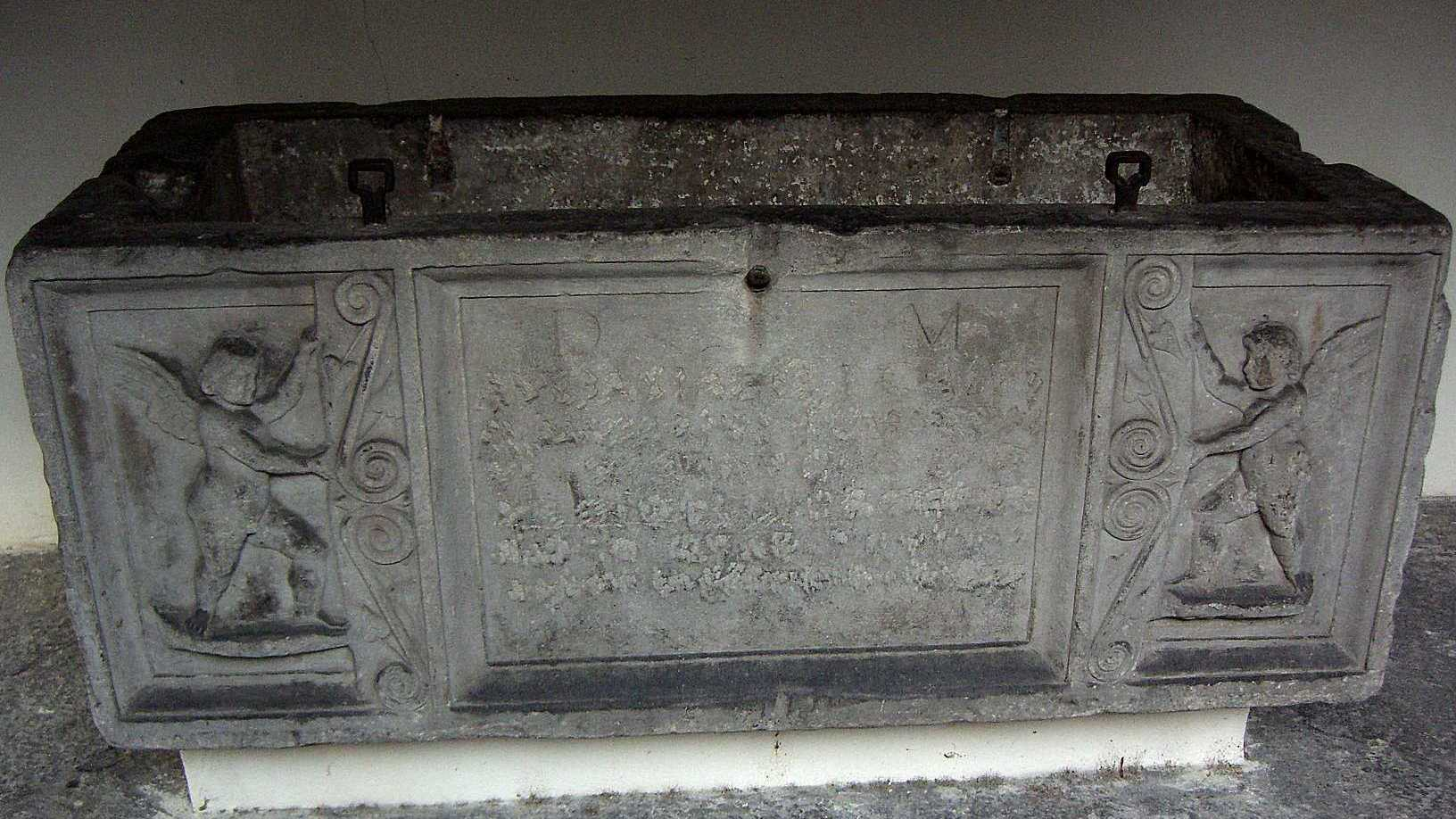
Давньоримський саркофаг в соборі
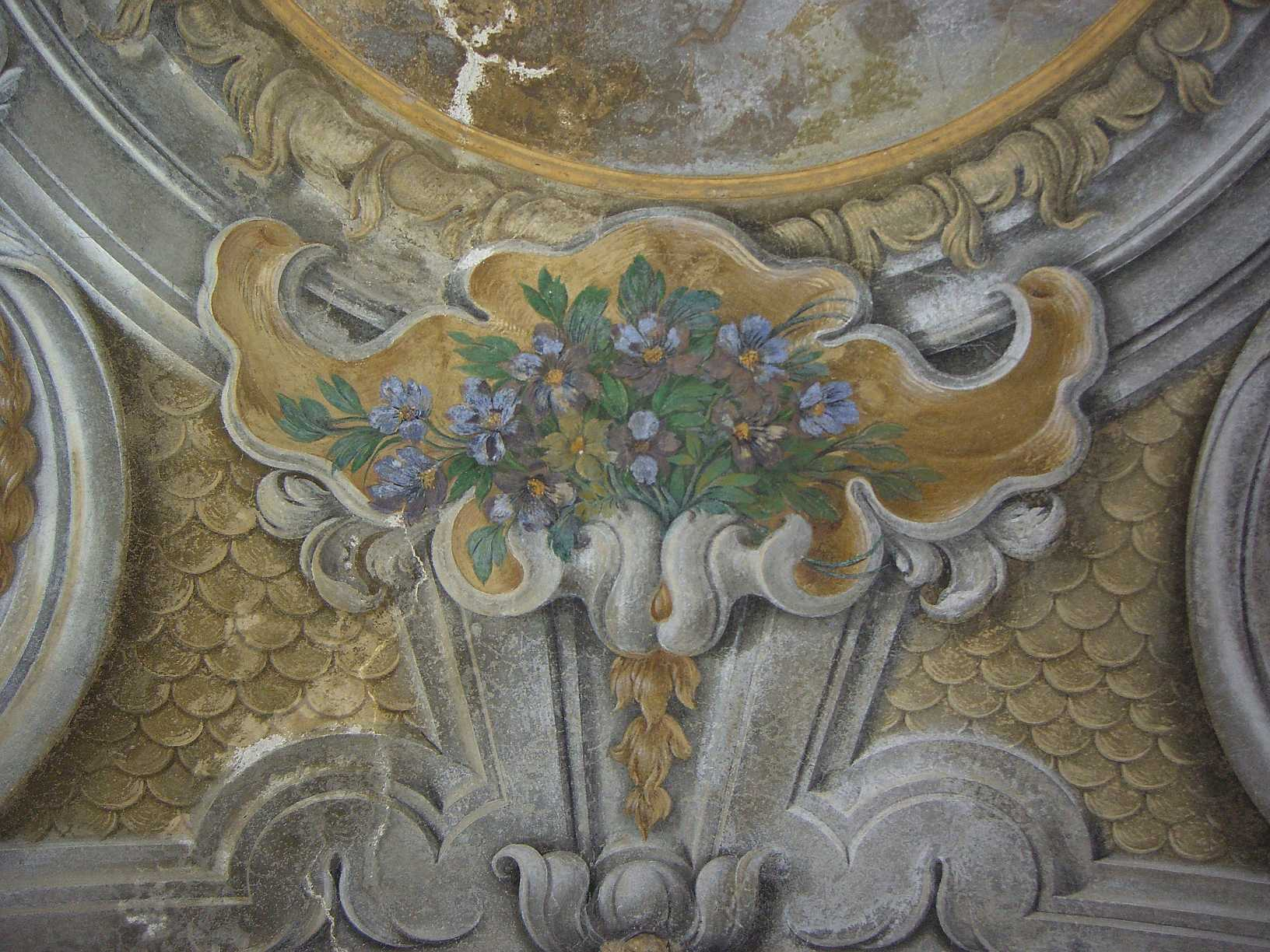
Декоративні фрески доби бароко на склепінні з квітами
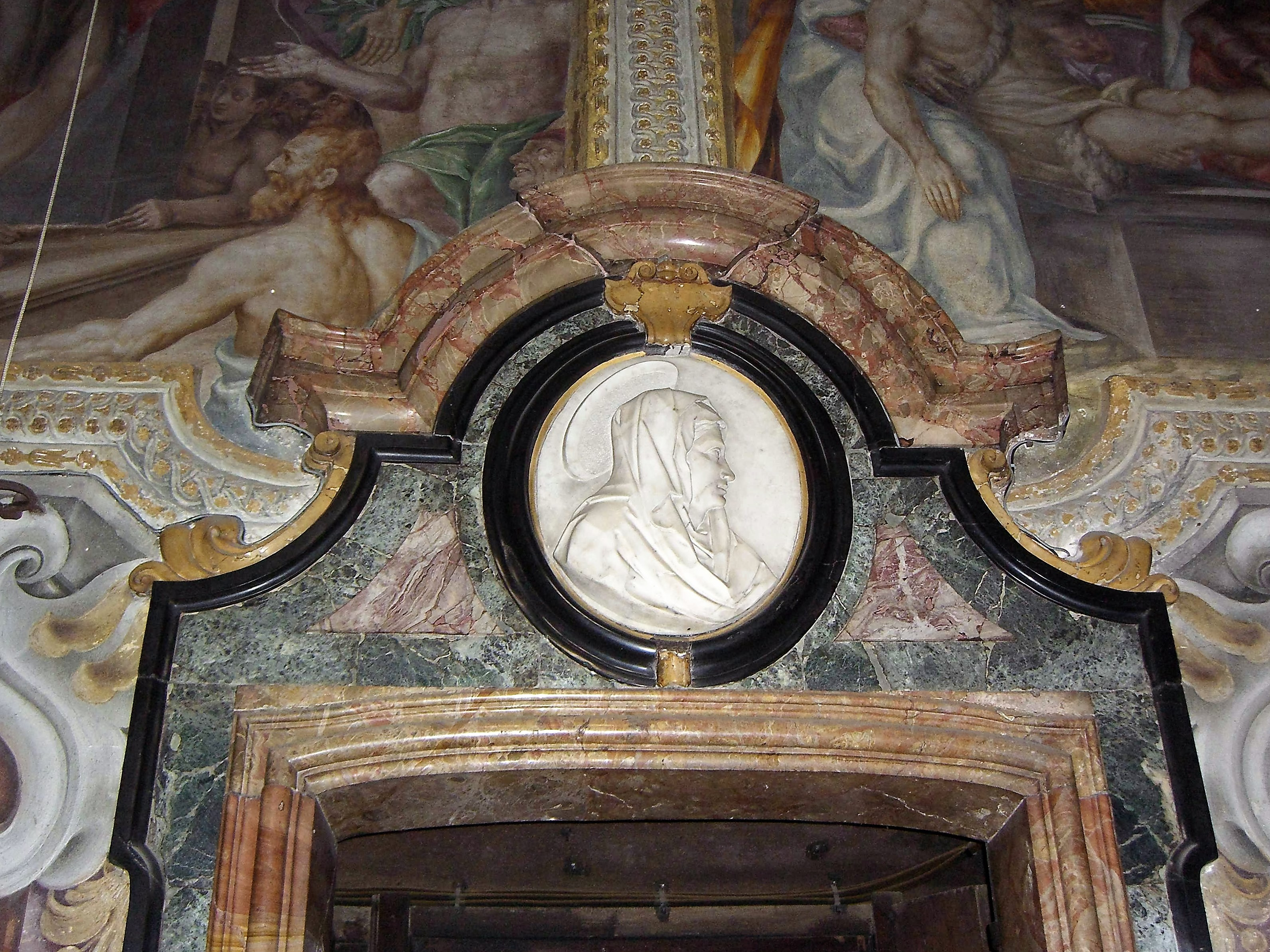
Фрески та штучний мармур декору порталу в базиліці
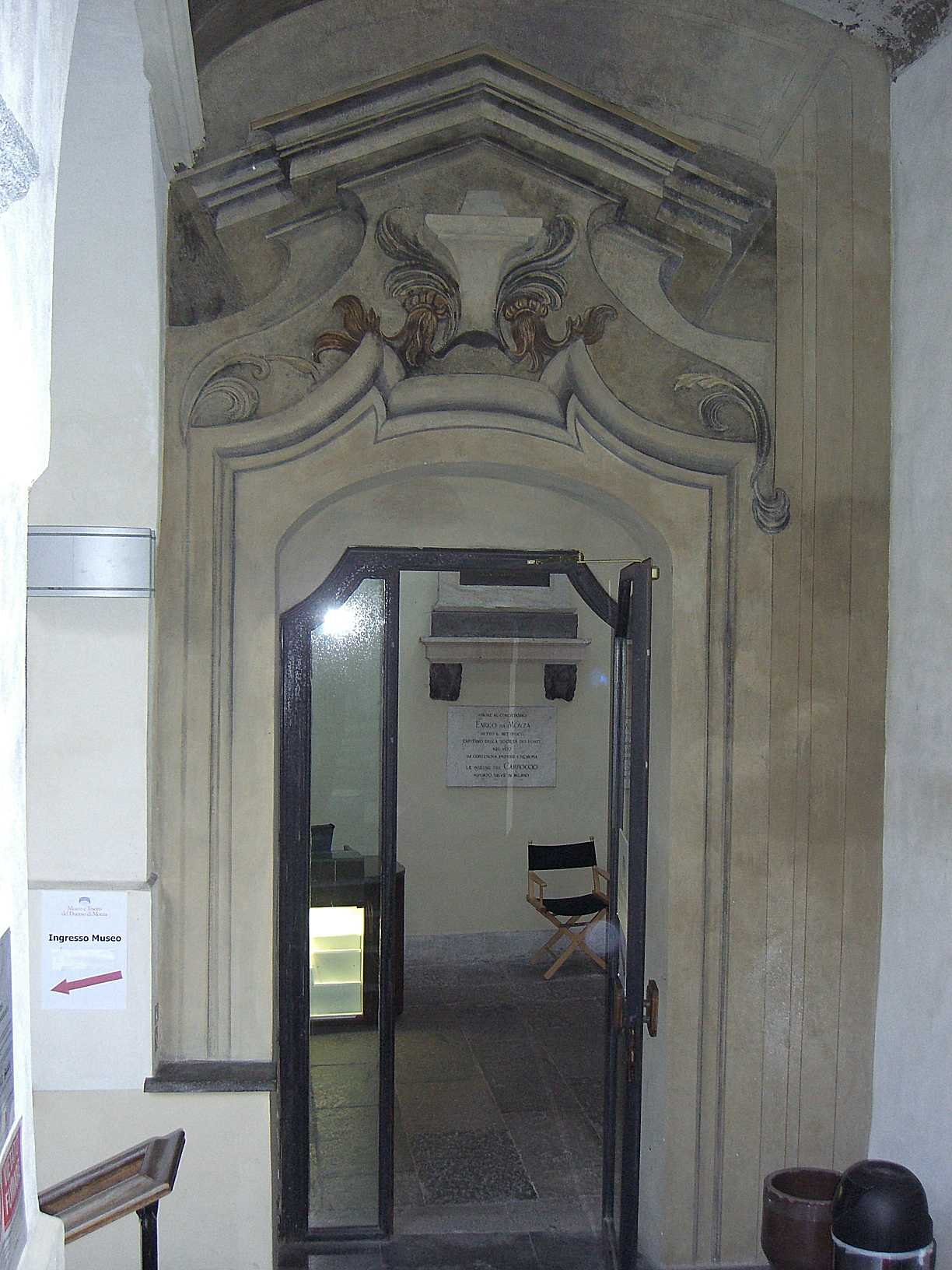
Новітні скляні двері